# Denise Epoté
Denise Epoté, est une journaliste camerounaise à la tête de la direction Afrique de TV5 Monde. Elle est depuis le début de l'an 2022 la directrice distribution, marketing et commercialisation de TV5 Monde et PCA de TV5 Monde USA et Amérique latine. Elle est née le 22 novembre 1954 à Nkongsamba (département du Moungo) au Cameroun.
Elle est la première journaliste à présenter le journal télévisé en langue française sur la télévision publique nationale, la Cameroon Television (CTV) qui deviendra par la suite la Cameroon Radio Television (CRTV). A été reçu au 20h30 pour la célébration des 40 ans de CRTV

## Biographie
Denise Epoté naît le 22 novembre 1954, son père, Jean-Claude Epoté est fonctionnaire, et contrôleur des finances, et sa mère Mispa Florina Mbella a travaillé au trésor de Douala. Tous deux sont aujourd’hui retraités. Après ses études secondaires au Lycée Général Leclerc de Yaoundé, elle est admise à l'École supérieure internationale de journalisme de Yaoundé (ESIJY) renommée aujourd’hui École supérieure des sciences et techniques de l'information et de communication de Yaoundé (ESSTIC). En 1991, elle se marie au directeur adjoint des grands travaux du Cameroun de l’époque, M. Durand de qui elle est divorcée.

## Carrière
Denise Epoté commence sa carrière en 1981 chez Radio Cameroun. En 1985, elle devient la toute première femme présentatrice du 20 h 30 sur la chaine nationale . Avec son confrère d’expression anglaise, Eric Chinje, ils présenteront le journal de 1985 à 1993. Après son départ de la Cameroun Radio Télévision (CRTV) en 1993 , elle passe ensuite chez TV5 Monde et chez Radio France internationale.
En février 2010, elle est invitée et honorée durant la 4e édition de la Nuit des bâtisseurs.

## Émissions
Depuis 1999, Denise Epoté présente l'émission hebdomadaire Et si vous me disiez toute la vérité où Denise accompagnée d'un invité aborde les sujets  du continent africain.
En 2009, pour célébrer le 10e anniversaire de l'émission, Denise Epoté reçoit le président du Mali, Amadou Toumani Touré. À cette époque, l'émission a déjà franchi le cap des 200 invités. Depuis son lancement, elle y aura reçu de nombreuses personnalités parmi lesquelles Andry Rajoelina, Omar Bongo Ondimba, James Alix Michel, le général Mohamed Ould Abdel Aziz, Aminata Dramane Traoré.
Elle anime également sur TV5 Monde, Afrique presse, un programme dans lequel la parole est donnée aux journalistes du journal Libération où ils discutent de l'actualité du continent noir.
Les dimanches, elle tient une chronique hebdomadaire, La semaine de Denise Epoté sur Radio France internationale.

## Récompenses et distinctions
Depuis le début de sa carrière, Denise Epoté a déjà reçu de nombreuses distinctions. En 2001 à Abuja, elle reçoit le prix de la meilleure journaliste de télévision aux Panafrican Broadcasting Heritage and Achievement Awards. En mai 2013, elle reçoit la Légion d’honneur, sept ans après avoir été chevalier de l'Ordre national du Mérite français.  Elle est officier des Arts et des Lettres du Burkina Faso, chevalier de l'Ordre du Mérite national du Sénégal et chevalier du Mérite national du Cameroun. En 2014, elle se classe parmi les cent personnalités les plus influentes du continent dans les classements New African et Forbes Afrique.
- 2001 : Prix de la meilleure journaliste aux Panafrican Broadcasting Heritage and Achievement Awards
- 2005 : Le 14 novembre 2005, elle est nommée au grade de chevalier dans l'ordre national du Mérite au titre de « journaliste, responsable d'une chaîne télévisée ; 24 ans d'activités professionnelles »[16].
- 2006 :  Chevalier de l'ordre du Mérite camerounais[17].
- 2006 : Officier des Arts et des Lettres du Burkina Faso
- 2006 : Chevalier de l'Ordre du Mérite national du Sénégal[17].
- 2012 : Le 31 décembre 2013, elle est nommée au grade de chevalier dans l'ordre national de la Légion d'honneur au titre de « journaliste, directrice de la zone Afrique de la division marketing d'une chaîne de télévision ; 31 ans de services »[18].
- 2013 : Prix offert par les populations de Médina-Mary au Sénégal.
- 2023 : Nommée camerounaise au classement TOP50 Forbes Afrique Women